# BMW Z9
La BMW Z9 (chiamata anche Z9 Gran Turismo o Z9 GT) è una concept car presentata al Salone di Francoforte nel 1999 dalla casa automobilistica tedesca BMW.
La vettura è custodita ed esposta all'interno del BMW Museum.

## Storia e descrizione
La vettura è una concept car con carrozzeria coupé a due porte e quattro posti realizzata in fibra di carbonio su di un telaio spaceframe in alluminio, presentata nel settembre 1999 al Salone dell'Auto di Francoforte. Successivamente 
al Salone di Parigi del 2000 ha debuttato una variante decappottabile della Z9. È stata progettata e disegnata da Chris Bangle.

## Design
Dal punto di vista estetico la Z9 presenta uno stile con linee morbide e arrotondate, cofano anteriore molto lungo e un posteriore molto corto e rastremato. Il frontale della Z9 incorporava elementi tipici dei modelli BMW come i doppi fari rotondi e la griglia a doppio rene centrale. Gli indicatori di direzione anteriori e posteriori erano costituiti usavano lampadine con la tecnologia al neon, mentre le luci posteriori incorporavano diodi a LED.
Una delle caratteristiche più importanti della Z9 sono le portiere, che hanno due diversi meccanismi di apertura: quella per il guidatore è ad apertura ad ala di gabbiano mentre quella del passeggero si aziona in maniera convenzionale.

## Interni
L'abitacolo della Z9 presenta le maggiori caratteristiche innovative. Al suo interno è presente un grande display da 8,8 pollici posto al centro della plancia che mostra tutte le informazioni di bordo della vettura, mentre il tachimetro e il contagiri sono analogici e racchiusi in due strumenti circolari posti dietro il volante. Il display centrale viene comandato mediante un'unica grande manopola multifunzione situata tra i sedili anteriori, denominato Intuitive Interaction Concept e realizzato insieme alla Immersion Corporation. Questo era un primo prototipo del sistema iDrive, che è stato in seguito introdotto nel 2001 sulla BMW Serie 7 (E65).

## Motore
La Z9 monta un propulsore BMW M67 turbodiesel con architettura V8, derivato dalla BMW E38 740d, da 3,9 litri con iniezione diretta common rail. Il motore eroga una potenza massima di 245 CV e sviluppa una coppia di 560 Nm tra i 1750 e i 2500 giri/min.